# Madison County (Georgia)
Das Madison County ist ein County im Bundesstaat Georgia der Vereinigten Staaten. Der Verwaltungssitz (County Seat) ist Danielsville, benannt nach General Allen Daniel.

## Geographie
Das County liegt nordnordöstlich des geographischen Zentrums von Georgia, ist im Südosten etwa 40 km von South Carolina entfernt und hat eine Fläche von 740 Quadratkilometern, wovon vier Quadratkilometer Wasserflächen sind. Es grenzt im Uhrzeigersinn an folgende Countys: Hart County, Elbert County, Oglethorpe County, Clarke County, Jackson County, Banks County und Franklin County.
Das County ist Teil der Metropolregion Athens–Clarke County.

## Geschichte

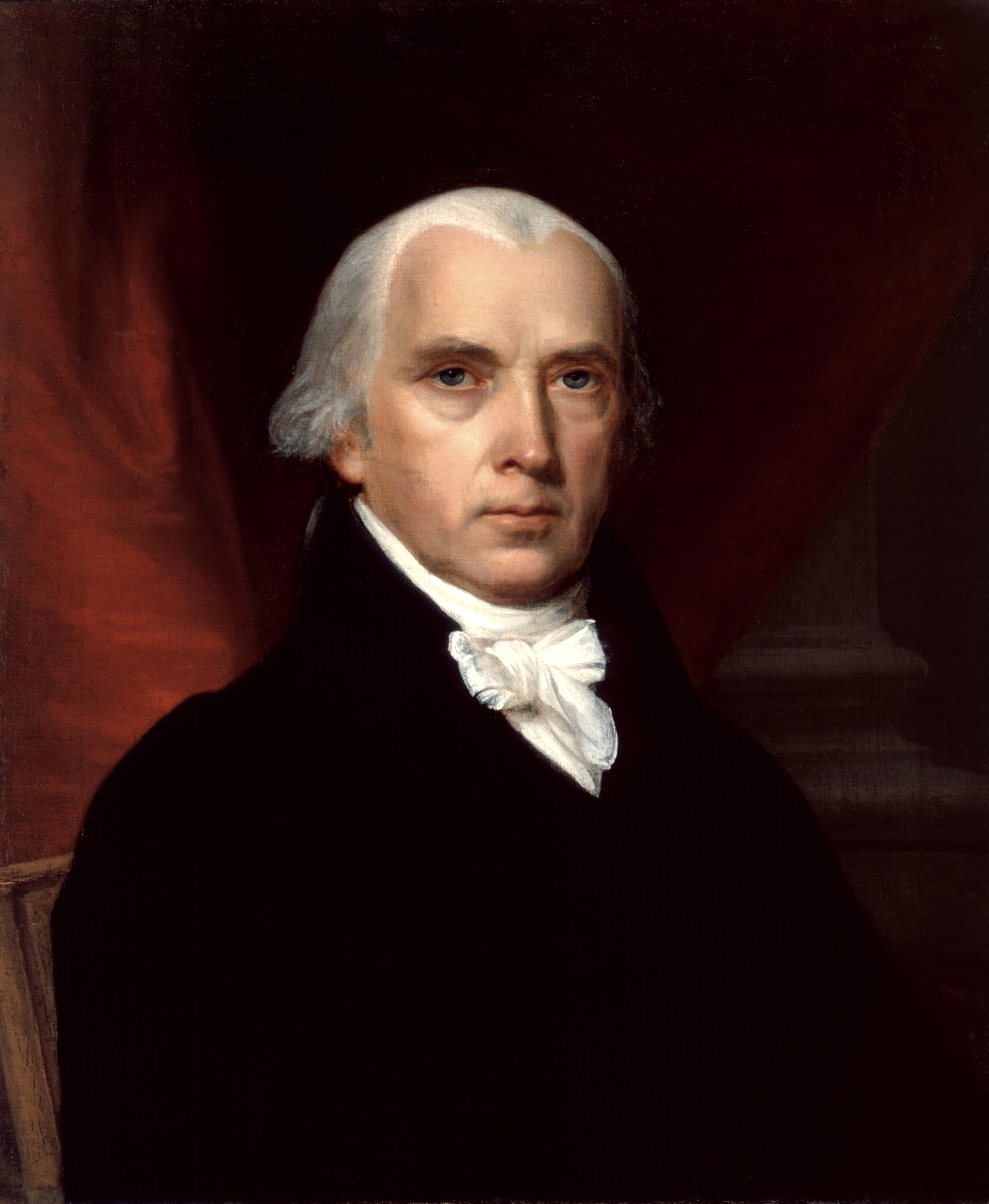
J. Madison

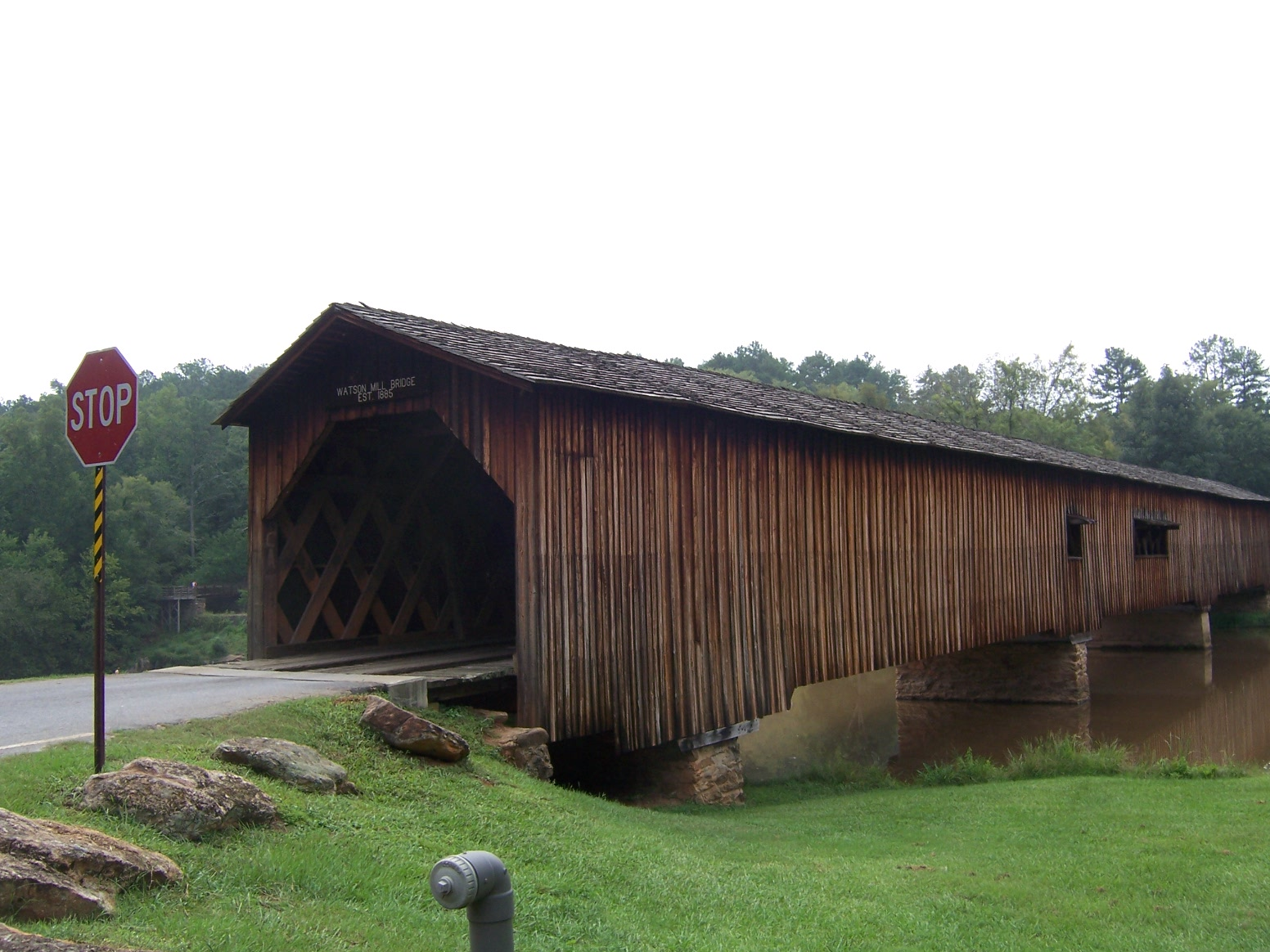
Die Watson Mill Bridge bei Carlton, erbaut 1885

Madison County wurde am 5. Dezember 1811 als 38. County in Georgia aus Teilen des Clarke County, des Elbert County, des Franklin County, des Jackson County und des Oglethorpe County gebildet. Benannt wurde es nach dem US-amerikanischen Präsidenten James Madison.  Das Bild des Countys war bis in die 1930er Jahre geprägt von riesigen Baumwollplantagen in Monokultur. Auch heute noch steht die Landwirtschaft an erster Stelle.

### Historische Objekte
In Colbert befindet sich der Colbert Historic District. Das Gebiet umfasst 43 Gebäude und grenzt sich ein zwischen den Straßen 4th & 5th Street sowie 4th & 8th Avenue. Der Distrikt wurde am 31. Mai 1984 vom National Register of Historic Places als historisches Monument mit der Nummer 84001154 aufgenommen.

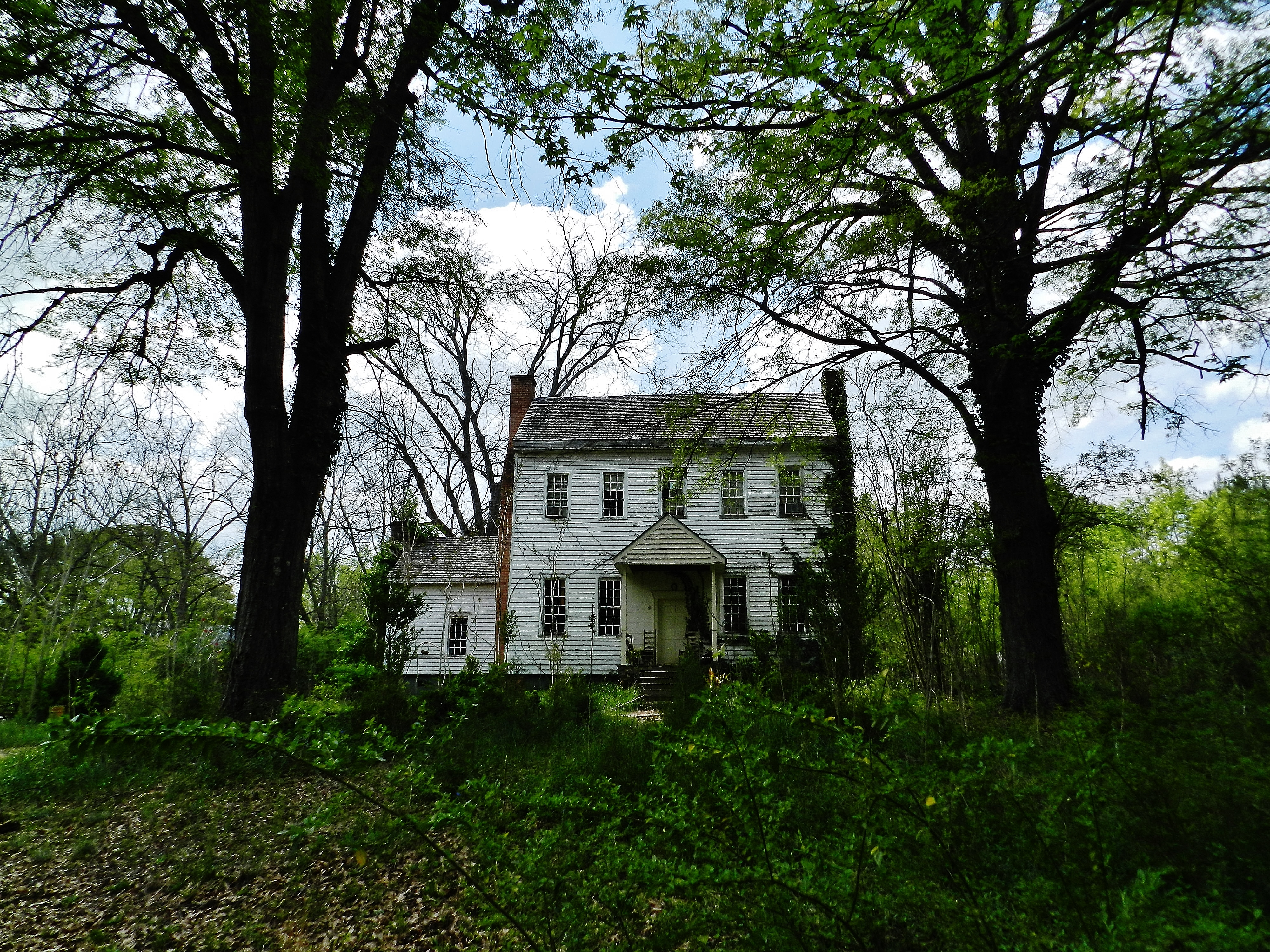
Crawford W. Long Childhood Home am Stadtrand von Danielsville (2014). In diesem Haus verbrachte Crawford W. Long seine Kindheit. Der Arzt gilt als einer der Pioniere im Bereich der Anästhesie. Im Dezember 1977 wurde das Crawford W. Long Childhood Home als erstes Objekt des County in das NRHP eingetragen.

Sechs Bauwerke und „historische Bezirke“ (Historic Districts) im Madison County sind insgesamt im National Register of Historic Places („Nationales Verzeichnis historischer Orte“; NRHP) eingetragen (Stand 16. Februar 2024).

## Demografische Daten
Laut der Volkszählung von 2010 verteilten sich die damaligen 28.120 Einwohner auf 10.508 bewohnte Haushalte, was einen Schnitt von 2,66 Personen pro Haushalt ergibt. Insgesamt bestehen 11.784 Haushalte.
74,3 % der Haushalte waren Familienhaushalte (bestehend aus verheirateten Paaren mit oder ohne Nachkommen bzw. einem Elternteil mit Nachkomme) mit einer durchschnittlichen Größe von 3,07 Personen. In 35,4 % aller Haushalte lebten Kinder unter 18 Jahren sowie in 26,2 % aller Haushalte Personen mit mindestens 65 Jahren.
27,2 % der Bevölkerung waren jünger als 20 Jahre, 23,5 % waren 20 bis 39 Jahre alt, 29,7 % waren 40 bis 59 Jahre alt und 19,4 % waren mindestens 60 Jahre alt. Das mittlere Alter betrug 39 Jahre. 49,4 % der Bevölkerung waren männlich und 50,6 % weiblich.
87,6 % der Bevölkerung bezeichneten sich als Weiße, 8,4 % als Afroamerikaner, 0,3 % als Indianer und 0,6 % als Asian Americans. 1,9 % gaben die Angehörigkeit zu einer anderen Ethnie und 1,2 % zu mehreren Ethnien an. 4,1 % der Bevölkerung bestand aus Hispanics oder Latinos.
Das durchschnittliche Jahreseinkommen pro Haushalt lag bei 52.500 USD, dabei lebten 15,6 % der Bevölkerung unter der Armutsgrenze.

## Orte im Madison County
Orte im Madison County mit Einwohnerzahlen der Volkszählung von 2010:
Cities:
- Carlton – 260 Einwohner
- Colbert – 592 Einwohner
- Comer – 1126 Einwohner
- Danielsville (County Seat) – 560 Einwohner
- Hull – 198 Einwohner
- Ila – 337 Einwohner
- Royston – 2582 Einwohner